# Ratpenat d'espatlles grogues de Talamanca
El ratpenat d'espatlles grogues de Talamanca (Sturnira mordax) és una espècie de ratpenat de la família dels fil·lostòmids. Viu a Costa Rica i Panamà. El seu hàbitat natural són les zones humides i els boscos tropicals de fulla perenne, boscos secs i boscos de fulla caduca. No hi ha cap amenaça significativa per a la supervivència d'aquesta espècie.